# Tidig backsippa
Tidig backsippa (Pulsatilla halleri) är en art i släktet pulsatillor och familjen ranunkelväxter. Färgen varierar från blålila till ljusblå.

## Underarter
Arten delas in i följande underarter:
- P. h. halleri
- P. h. rhodopaea
- P. h. taurica